# Quod scripsi, scripsi

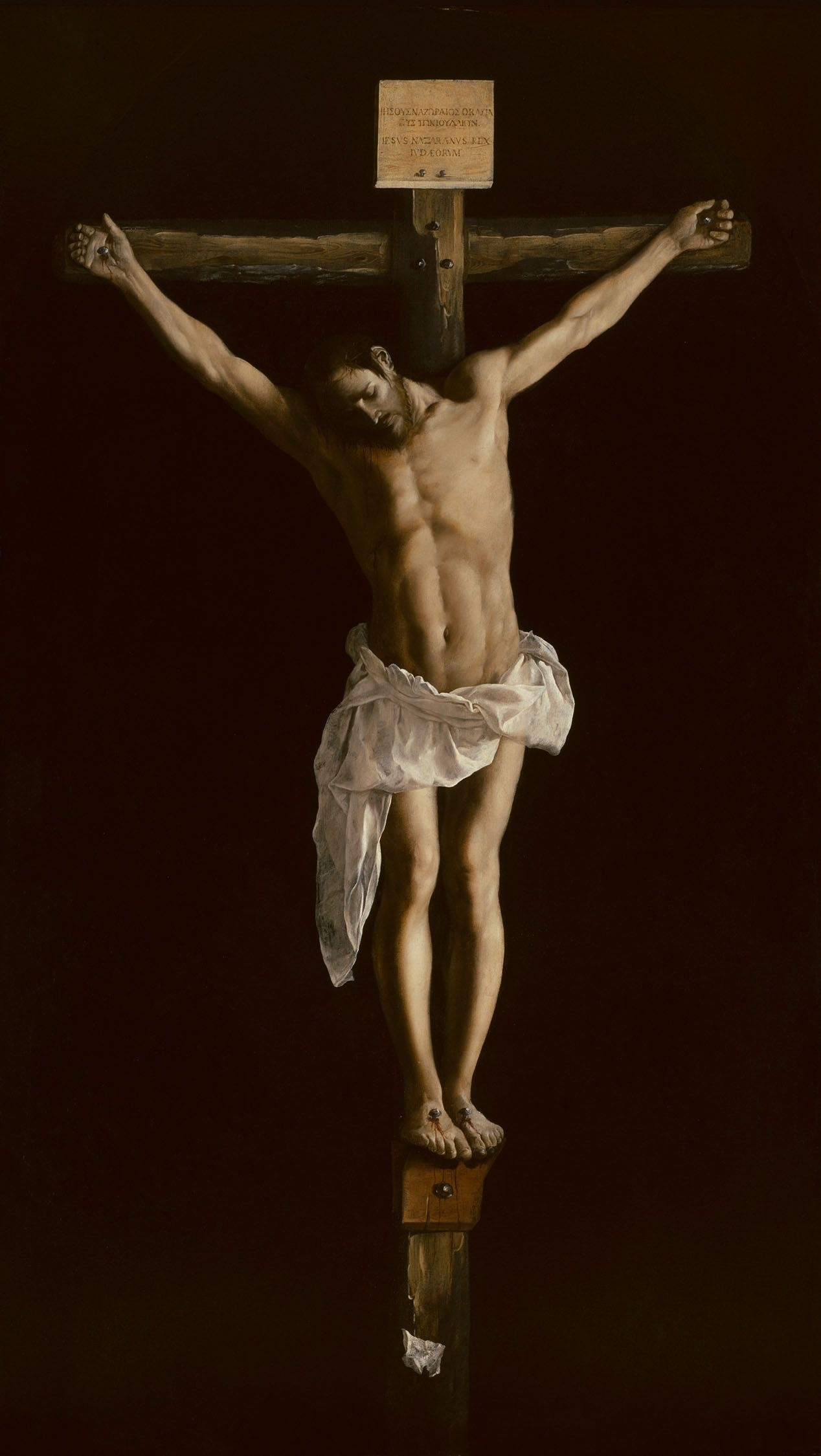
Cristo en la cruz, Francisco de Zurbarán, 1627. La inscripción de Pilatos está clavada a la cruz encima de Jesús.

Quod scripsi, scripsi ('Lo escrito, escrito está') es una frase latina utilizada por Poncio Pilato en la Biblia en respuesta a los sacerdotes judíos, quienes le objetaron que la hubiera escrito como título (titulus) del que estaba colgado, Jesús en su Crucifixión. La frase se encuentra en la versión latina de la Biblia Vulgata.

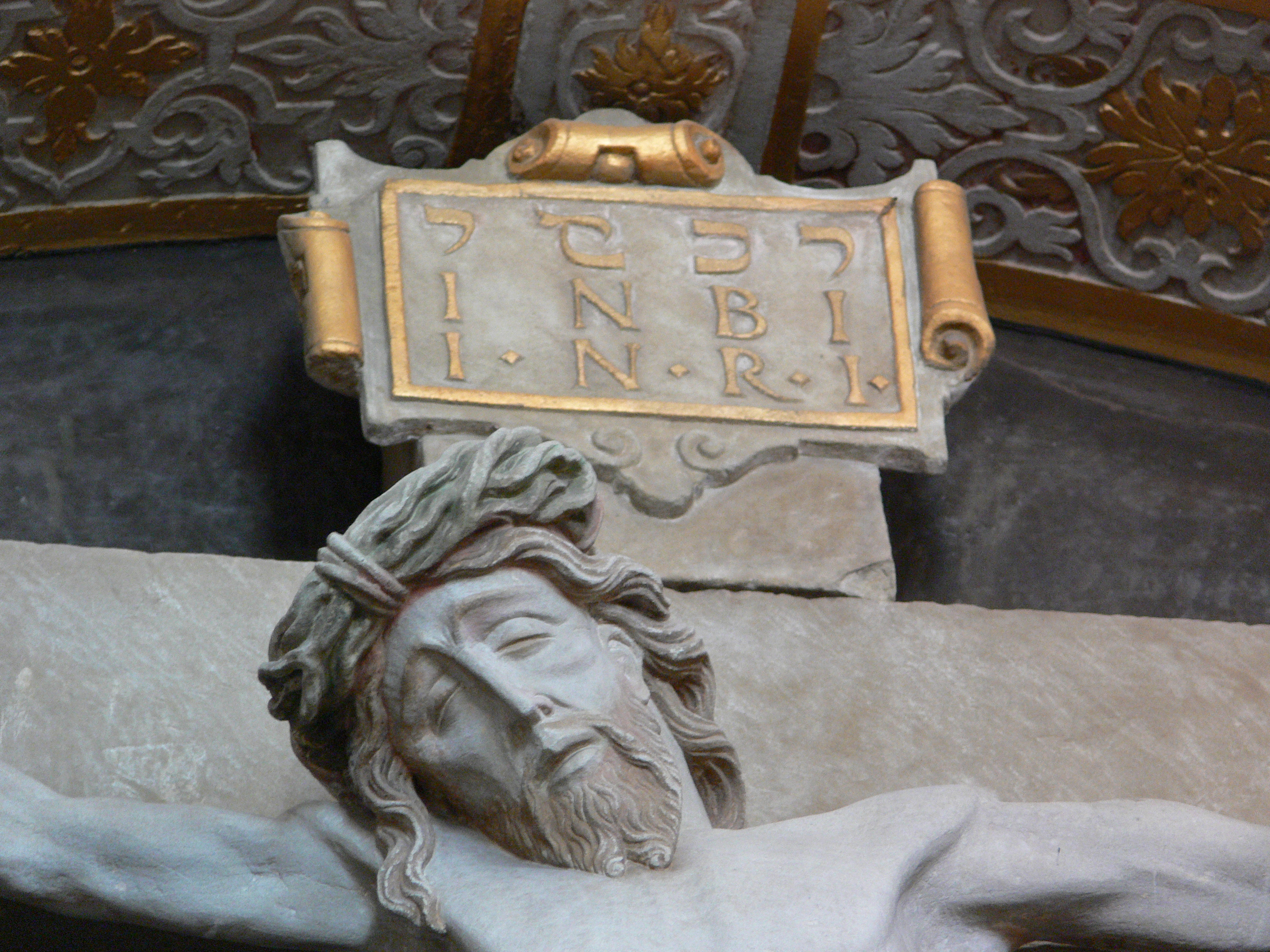
El acrónimo INRI ('Jesús de Nazaret, Rey de los Judíos') escrito en tres lenguas y fijado a la cruz; Abadía de Ellwangen, Alemania

## Historia
La frase aparece en la Biblia en el Evangelio de Juan (Jn 19,20-22). Cuándo Jesús fue condenado a ser crucificado, Pilatos escribió esta señal para ser colocada encima de Jesús en la cruz. Escribió «Jesús Nazareno, Rey de los Judíos» en hebreo (o, más correctamente, arameo), latín y griego. Los sacerdotes judíos objetaron a Pilatos que fue Jesús el que dijo que Él era Rey de los Judíos, pero que ellos no le reconocían como tal. Dijeron a Pilatos, «no escribas "Rey de los Judíos", sino que Él dijo: "Yo soy el Rey de los Judíos"». Entonces fue cuando Pilatos les respondió con la frase Quod scripsi, scripsi (en griego: Ὃ γέγραφα γέγραφα: , Ho gegrapha gegrapha).